# Lee Jae-sung (calciatore 1988)
Lee Jae-sung (이재성?, 李在成?; 5 luglio 1988) è un calciatore sudcoreano, difensore svincolato.
A volte è citato come Lee Jae-seong.

## Palmarès

### Club

#### Competizioni internazionali
- AFC Champions League: 1

Ulsan Hyundai: 2012